# Foreholmen
Ne doit pas être confondu avec Foreholmen (Sveio).
Foreholmen est une île norvégienne dans le comté de Hordaland. Elle appartient administrativement à Fitjar.

## Géographie
Rocheuse et couverte d'arbres, à fleur d'eau, elle s'étend sur environ 129 m de longueur pour une largeur approximative de 64 m. 